# Il grande nemico (film 1935)
Il grande nemico (Special Agent) è un film del 1935, diretto da William Keighley.

## Trama
Julie Gardner lavora come segretaria per il gangster Alexander Carston, quando viene contattata da Bill Bradford, ufficialmente giornalista ma in realtà agente del tesoro, che sta cercando di incriminare Carston per evasione fiscale.

## Produzione
Il film fu prodotto dalla Warner Bros. come A Cosmopolitan Production. Le riprese terminarono il 12 luglio 1935.

## Distribuzione
Il copyright del film, richiesto dalla Warner Bros. Pictures, Inc., fu registrato il 20 settembre 1935 con il numero LP5800.
Distribuito dalla Warner Bros. il film uscì nelle sale degli Stati Uniti il 14 settembre 1935.